# Hockey Club Asiago 2000-2001
Questa pagina contiene i dati relativi alla stagione hockeystica 2000-2001 della società di hockey su ghiaccio HC Asiago.

## Piazzamento
- Campionato: 1° in serie A1: conquista del primo scudetto.
- Vince la Coppa Italia (2º titolo).

## Roster

### Portieri
- François Gravel
- Gianfranco Basso
- Nicola Lobbia

### Difensori
- Fabio Armani
- Pierangelo Cibien
- Chad Biafore
- Michele Strazzabosco
- Valentino Vellar
- Giovanni Marchetti
- Dave Craievich

### Attaccanti
- Luca Roffo
- Andrea Rodeghiero
- Riccardo Mosele
- Cristiano Sartori
- Luca Rigoni
- Gianluca Schivo
- Steven Palmer
- Franco Vellar
- Stefano Frigo
- Patrick Deraspe
- Giorgio De Bettin
- Eric Lecompte
- Lucio Topatigh
- Alex Galtcheniouk

### Allenatore
- Benoît Laporte